# Зиллер, Карл Фридрих Эдуард
Карл Фридрих Эдуард Зиллер (нем. Carl Friedrich Eduard Siller; 1801 — 1852 или 1853) — российский учёный, фармацевт, профессор Дерптского университета.

## Биография
Родился 26 октября 1801 года в Данциге. Рано потерял родителей и с 1810 года воспитывался в сиротском доме. Учился в Данцигской гимназии до 1815 года, когда поступил учеником в аптекарский магазин Гессе в Данциге; с 1818 года обучался в других немецких городах; затем в Померании выдержал экзамен на звание аптекаря 2-го разряда.
В России появился в 1828 году; при медико-хирургической академии сдал экзамен на звание аптекаря 2-го отделения. Краткое время служил в Москве у доктора Гааза и в феврале 1829 года был определён на службу во 2-ю армию, действовавшую против турок — управлял аптеками при госпиталях в Варне, Андрианополе и Бухаресте. В ноябре 1830 года был прикомандирован к петербургскому военно-сухопутному госпиталю, а в феврале 1831 года был назначен в действующую против польских мятежников армию и управлял аптеками госпиталей этой армии.
В ноябре 1834 году был направлен в Отдельный Кавказский корпус, в феврале 1835 года был прикомандирован к петербургскому военному госпиталю и в июле того же года вышел в отставку.
Вернулся на службу, в департамент казённых врачебных заготовлений, в феврале 1839 года. В этом же году начал редактировать фармацевтический журнал. Получил в Йенском университете за сочинение «Ueber die chemische Untersuchung der Mineralwasser der Wallachei» степень доктора философии и с 15 мая 1843 года был назначен ординарным профессором Дерптского университета; кроме чтения лекций по фармации, фармакогнозии, фармацевтической химии и товароведения лекарственных веществ, занимался устройством Фармацевтического института при университете.
В 1849 году был освобождён от чтения лекций и уехал за границу лечиться. Но его здоровье продолжало ухудшаться и 15 июля 1850 года он вышел в отставку. В этом же году эмигрировал в США, где и умер в 1852 или 1853 году в Милуоки (штат Висконсин). 